# Нодзоми (космический аппарат)
«Нодзоми» (яп. のぞみ Нодзоми, «Надежда») — японская автоматическая межпланетная станция (АМС), направленная для исследования Марса в 1998 году.

## Задачи полёта
Основными научными задачами «Нодзоми» являлись изучение динамики и состава верхней атмосферы и ионосферы Марса, взаимодействие её с солнечным ветром и связанные с этим процессы диссипации. Наблюдения японского зонда должны были дополнить данные Mars Global Surveyor, специализировавшегося на съёмке поверхности, и Mars Climate Orbiter, предназначенного для изучения метеорологии нижней и средней атмосферы.

## Конструкция
Конструкция аппарата представляет собой 8-гранную призму диаметром 2 м и высотой 0,58 м. На верхней части корпуса установлена 1,6-метровая антенна высокого усиления, на нижней — двигательная установка. Маршевый двигатель тягой 500 Н и 10 двигателей малой тяги работают на гидразине и азотном тетраксиде. На двух противоположных гранях корпуса установлены солнечные батареи размахом 6,4 м; вырабатываемая мощность — 200 Вт. На других гранях расположены приборы, штанги научной аппаратуры и развёртываемые антенны длиной 1,7 и 25 м. Радиосистема аппарата позволяет передавать данные со скоростью до 32 кбит/с. Для записи служебной и научной информации имеется запоминающее устройство ёмкостью 128 Мбайт.
Масса КА составляет 541 кг, из них 282 кг — топливо.

## Научная аппаратура
На КА установлены 10 японских научных приборов и по одному прибору из Германии, США, Канады и Швеции.
1. Анализатор спектра энергичных электронов ESA (5 эВ — 22 кэВ);
2. Анализатор спектра энергичных ионов ISA (10 эВ — 20 кэВ);
3. Детектор частиц высоких энергий EIS;
4. Датчик электронной температуры PET;
5. Трёхосный магнитометр MGF;
6. Сканирующий УФ-спектрометр UVS;
7. УФ-спектрометр для съёмки в крайнем УФ-диапазоне XUV;
8. Детектор высокочастотных плазменных волн PWS;
9. Детектор низкочастотных плазменных волн PWS;
10. Цветная камера MIC;
11. Масс-спектрометр нейтральных частиц NMS для измерения химического состава верхней атмосферы;
12. Анализатор тепловой плазмы TPA;
13. Ионный масс-спектрограф IMI;
14. Пылевой датчик PDS.

## Хронология полёта и результаты
Станция «Нодзоми» была запущена 4 июля 1998 года ракетой-носителем M-5 со стартового комплекса космического центра Кагосима. Таким образом, Япония стала третьей страной после СССР и США, отправившей аппарат к Марсу. Возможностей М-5 было недостаточно, чтобы отправить «Нодзоми» к Марсу напрямую, поэтому специалистами ISAS была разработана изощрённая стратегия из нескольких гравитационных манёвров. Аппарат должен был дважды пролететь возле Луны, затем во время пролёта у Земли получить дополнительный разгонный импульс, и лишь после этого выйти на траекторию полёта к Марсу.

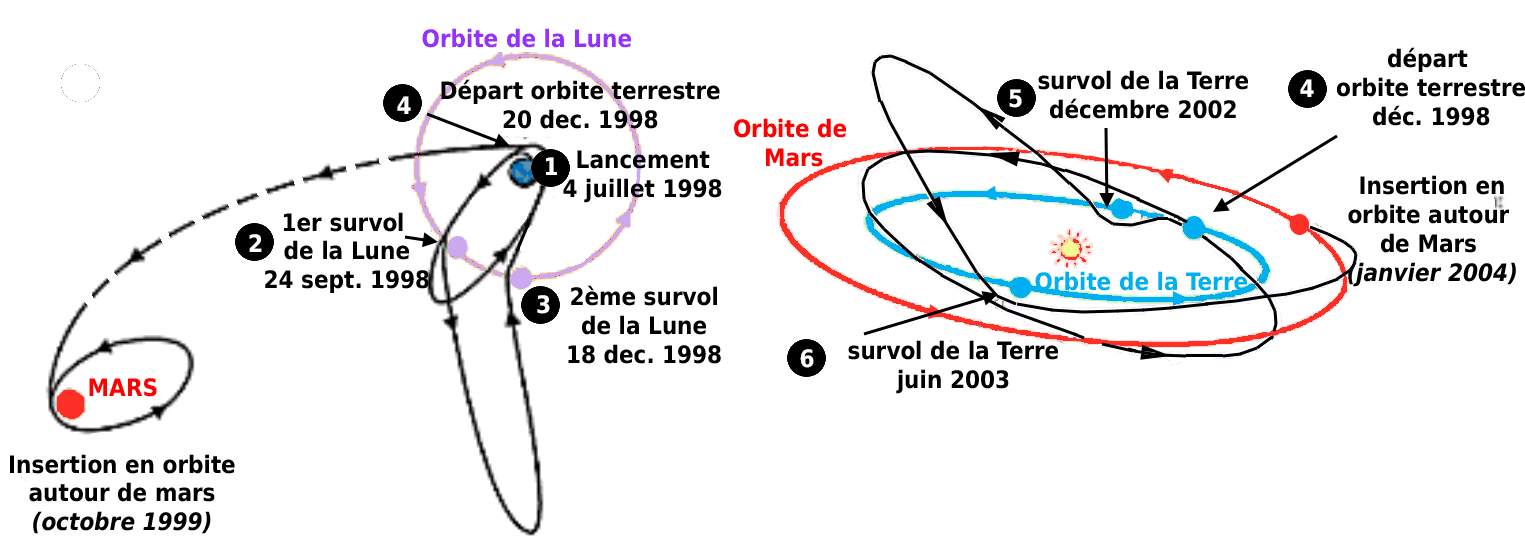
Фактическая траектория полёта «Нодзоми» (изображён также выход на орбиту Марса, который в действительности не удался)

20 декабря 1998 года доразгон у Земли прошёл нештатно, и станция вышла на нерасчётную орбиту вокруг Солнца. Ценой больших затрат топлива после ряда коррекций её всё же удалось направить на новую траекторию, обеспечивающую прибытие к Марсу, хотя и на 4 года позже изначально запланированного срока. Однако 21 апреля 2002 года во время мощной солнечной вспышки вышла из строя система распределения электропитания, и связь с аппаратом стала затруднённой. Несмотря на все возникающие трудности, специалистам удалось провести два дополнительных гравитационных манёвра около Земли (21 декабря 2002 года и 19 июня 2003 года) и направить станцию по кратчайшей траектории к Марсу. На подходе к марсианской орбите из-за отсутствия надёжного электроподогрева гидразин в баках двигательной установки постепенно замёрз, тормозной импульс выдать не удалось, и 9 декабря 2003 года «Нодзоми» прошла на высоте 1000 км над поверхностью Марса, не выйдя на его орбиту.
Единственным научным результатом этой неудачной миссии стали наблюдения межпланетной среды, проведённые за годы блуждания по Солнечной системе.